# André Joseph Panckoucke
André Joseph Panckoucke, né le 31 janvier 1703 à Lille où il est mort le 19 janvier 1753, est un libraire-éditeur et auteur français.

## Biographie
Fils de Pierre Panckoucke et Marie Angélique Hennion, il s'établit libraire à Lille place Rihour, entre 1728 et 1733. Le 12 février 1730, il épouse à Paris Marie-Marguerite Gandouin, fille de Pierre Gandouin (1672-1743), libraire installé quai des Augustins à l'enseigne À la belle image. André-Joseph édite plusieurs ouvrages restés célèbres, dont le recueil périodique L'Abeille flamande en 1746, La bataille de Fontenoy en 1745, L'Heureux citoyen en 1759.
Il est aussi l'auteur du Dictionnaire géographique de la châtellenie de Lille en 1733, de L'Art de désopiler la rate, édité par Duquesne en 1754, de L'Abrégé chronologique de l'histoire de Flandre contenant les traits remarquables de l'histoire des comtes de Flandre depuis Baudouin Ier dit Bras de fer, jusqu'à Charles II, roi d'Espagne à Dunkerque chez J-L. de Boubers en 1762, du Dictionnaire des proverbes françois et des façons de parler comiques chez Savoye en 1748, des Études convenables aux demoiselles contenant la grammaire, la poésie, la rhétorique, ... en 1789 très utilisées dans les maisons d'éducation.
Il est le père de Charles-Joseph Panckoucke, de Marie-Angélique de La Tournelle et d'Amélie Panckoucke, épouse de l'académicien Jean-Baptiste-Antoine Suard. Il est aussi le beau-père de l'imprimeur bruxellois Jean-Louis de Boubers. Janséniste impénitent, il refuse de signer le formulaire et meurt privé des sacrements. Après sa mort, la veuve Panckoucke reprend la direction de l'entreprise familiale et développe le catalogue des éditions. En 1759, elle est poursuivie pour avoir publié une œuvre de Voltaire, Précis de l'Ecclésiaste en vers. À la suite de cette affaire, son fils Charles-Joseph fait 6 mois de prison.
Le clan familial s'étend avec les différentes branches à Paris comme à Lille : Placide-Joseph Panckoucke libraire à Lille et père de Henry Panckoucke, Théodore Joseph Panckoucke, libraire à Narbonne et Montpellier, Pierre Joseph Panckoucke, bourgeois de Lille, puis plus tard Désiré Dalloz et Alfred Mame à Paris, Edouard Desfossés, frère de Victor Antoine Desfossés et époux de Gabrielle Dalloz à Paris, Dominique-Vincent Ramel de Nogaret dit Dominique-Vincent Ramel-Nogaret à Paris puis à Bruxelles, Édouard Lorois entre le Morbihan et Bruxelles avec ses 2 fils, Édouard et Émile, préfets et hommes politiques français.